# Eustictus spinipes
Eustictus spinipes är en insektsart som beskrevs av Knight 1926. Eustictus spinipes ingår i släktet Eustictus och familjen ängsskinnbaggar. Inga underarter finns listade i Catalogue of Life.